# Akademik Čerskij
Akademik Čerskij (rusky Академик Черский) je ruská loď specializovaná na pokládání podmořského potrubí. Loď byla dokončena v roce 2017, jejím domovským přístavem je Kaliningrad.

## Historie
Loď byla postavena ve dvou fázích: první část byla dokončena v roce 2017 v čínských loděnicích v Tchung-čou, druhá v singapurské loděnici Kwong-Soon. Původní název lodi byl Jacson 18. Původní majitel lodi, nigerijsko-nizozemská společnost STG, ji v prosinci 2015 prodala společnosti Mežregiontruboprovodstroj (MRTS); transakci financovala ruská Gazprombanka.
V roce 2016 loď zakoupil ruský plynárenský koncern Gazprom, motivován potížemi se svým plynovým polem Južno-Kirinskoje (Sachalin III) po amerických sankcích z roku 2014, které zabránily západním společnostem v dalším rozvíjení těžby. Následně byla loď přejmenována na počest ruského akademika Nikolaje Čerského a zapojila se do projektů Gazpromu na Dálném východě.
Od prosince 2019 probíhalo několik tendrů na modernizaci plavidla (nová čerpadla, kompresory, svařovací zařízení, příslušenství). V první polovině roku 2020 se loď přesunula z Dálného východu do Baltského moře (v únoru 2020 vyplula z přístavu Nachodka v Japonském moři, přeplula přes Mys Dobré naděje a v červnu zakotvila v německém přístavu Sassnitz). Ve zdejším přístavu Mukran byla následně modernizována kvůli plánovanému zapojení do finalizace projektu plynovodu Nord Stream 2 – po uvalení amerických sankcí na firmy podílející se na výstavbě plynovodu má zabezpečit pokládku posledního úseku plynovodu. Odhaduje se, že Akademik Čerskij by měl být schopen pokládat 2 až 2,5 km potrubí denně.
Od června 2020 je loď ve vlastnictví Sama Heat and Power Property Fund.

## Technické údaje
Technické údaje:
- celková délka: 150 m
- maximální šířka: 38,5 m
- ponor: 7,3 m
- výtlak: asi 30 000 t